# Ammono
Ammono SA – polskie innowacyjne przedsiębiorstwo produkujące podłoża półprzewodnikowe z azotku galu (GaN) metodą ammonotermalną.

## Historia
W 1992 roku fizyk Robert Dwiliński rozpoczął prace nad opracowaniem otrzymywania azotku galu (GaN) za pomocą innowacyjnej metody z roztworu amoniaku na parametrach nadkrytycznych. Do pracy dołączyli: chemik Leszek Sierzputowski, Jerzy Garczyński oraz Roman Doradziński. Czterej naukowcy zakładają firmę Ammono sp. z o.o..
Punktem przełomowym do dalszego rozwoju była współpraca podjęta w 1999 r. z twórcą pierwszego na świecie niebieskiego lasera opartego na azotku galu, Shuji Nakamurą (późniejszego laureata nagrody Nobla z fizyki w 2014 roku) i japońską firmą Nichia Corporation.
W 2011 roku do spółki wszedł kapitałowo cypryjski fundusz GlenCross Holdings.
Wielomiesięczne spory między akcjonariuszami zakończyły się upadłością likwidacyjną spółki. Po postawieniu spółki w stan likwidacji zainteresowana przejęciem spółki była Grupa Azoty.